# Лайручей (приток Пяльмы)
Лайручей — ручей в России, протекает по территории Пяльмского сельского поселения Пудожского района Карелии. Длина ручья — 11 км.
Ручей берёт начало из болота без названия на высоте выше 162 м над уровнем моря.
Течёт преимущественно в западном направлении по заболоченной местности.
Втекает в реку Пяльма на высоте 117,6 м над уровнем моря.
Населённые пункты на ручье отсутствуют.
Код объекта в государственном водном реестре — 01040100612202000015959.